# Onychodactylus zhaoermii
Onychodactylus zhaoermii é uma espécie de anfíbio anuro da família Hynobiidae. Está presente na China. A UICN classificou-a como pouco preocupante.